# 新浪微博
新浪微博（シンラン ウェイボウ、Sina Weibo、NASDAQ: WB）は、中国の新浪公司（SINA Corporation）が運営するミニブログサイト。

## 概要
Twitter（現・X）とFacebookの要素を併せ持つと言われ、中国全体のミニブログユーザー数の57%・投稿総数の87%を占める。中国で最も人気のあるウェブサイトの一つ。新浪公司は2009年8月に発足し、2021年時点で全世界8億人以上ユーザーを抱える中華圏最大のソーシャル・メディアである｡

### 名称由来
運営企業名「新浪」と「マイクロブログ」を意味する「微博」（中国語）を混合して「新浪微博」と命名。微博とは一般的なサービスの名称であり、他にも複数の微博と称するマイクロブログサービスが提供されているが、中華人民共和国内において単に微博と言えば、特に「新浪微博」を指す。

## 歴史
2007年頃から、Twitterに代表されるマイクロブログサービスが国際的に流行していたが、中国は金盾による通信制限のため利用できない状況にあった。そのため独自にマイクロブログサービスを開発し、最初の新浪微博のテストバージョンを2009年8月14日に公開した。
同年9月には、基本的な機能（メッセージ機能、プライベートメッセージ機能、コメント機能、返信機能）が実装されたバージョンが公開された。その後はユーザー数を順調に増やし、2010年12月には、アクセスの急増による障害が発生した。2011年3月には、登録ユーザー数が1億人を突破した。2012年12月末、新浪は登録ユーザー数が5億人を超えたと発表した。
2014年4月17日、アメリカ合衆国のNASDAQ市場に上場。最大3億8000万ドルを調達する方針である。2016年9月時点で全世界6億人以上ユーザー数を突破している。現在、中国国内だけで7億人以上ユーザー数を突破している。スティーヴン・ホーキングやビル・ゲイツなどといった、中国で人気の海外の著名人もアカウントを開設した。

## 日本法人
日本では、先駆けて2011年7月からFind Japan株式会社が微博の日本オフィシャルパートナーとなり、日本企業の「公式アカウント」の発行・審査および広告サービスなどを提供を開始し続いて、2016年6月、新浪日本総合ネットワーク株式会社・新浪日本微博株式会社が設立され、「新浪（SINA）」の日本における広告・PRの販売権と「微博（Weibo）」の日本における広告・PRの販売権を取得し事業を開始。
現在、微博アカウントを開設している日本の芸能人は、赤西仁、山下智久、木村拓哉、山﨑賢人、菅田将暉、竹内涼真、EXILE、AKB48、きゃりーぱみゅぱみゅ、福山雅治、米津玄師などが挙げられる。

## 特徴
新浪微博の機能の多くはX（旧：Twitter）に似ている。投稿する際の文字制限数は140字である（再投稿とコメントを除いて、2016年1月の時点で2,000字に増加）。
「@UserName」のフォーマットを使用して他のユーザーにコメントしたりハッシュタグを追加したり、他のユーザーをフォローすることができる。投稿を自分のタイムラインに表示し、投稿を自分のタイムラインに表示するXのリポスト（旧：リツイート）機能に類似にした機能もある。
最近行われたアップデートにより画像を追加できるようになりInstagramに類似している。
- 画像が投稿できるようなった。
- フォロワー間で個人的なメッセージを送信することができる（チャット機能）。
- Instagramのようなストーリーを投稿することができる。

ハッシュタグは、新浪微博とXでわずかに異なり、ダブルハッシュタグ「#HashName#」形式を採用している（中国語では文字の間のスペースがないため、終了タグが必要）。
未登録の場合すべての投稿を閲覧することやコメントすることができないため、確認済みのアカウントが必要となる。
中国版X（旧：中国版Twitter）と言われているがX、Facebook、Mediumの要素を組み合わせている。

### 国際版
新浪微博には簡体字と繁体字の両方の文字を利用することができる。さらに香港と台湾のユーザー向けのバージョンがある。現在、英語や他の言語で国際版を開発している。2018年1月9日、同社は英語版の1週間にわたる公開テストを実施した。iPhoneおよびiPadアプリは英語で利用可能。
日本語での利用はできないが、投稿の翻訳機能は日本語でも利用可能。

## 検閲
新浪微博は中国のネット検閲と協力して、サービスに関する投稿を厳しく管理している。
一部のURL短縮サービス（Googleのgoo.glを含む）を使用するリンクを含む投稿、またはブラックリストのキーワードを含む投稿は認められていない。政治的にデリケートなトピックに関する投稿は、手動でチェックした後に削除される。